# Mosquée Lumière et Piété de Nîmes
La mosquée Lumière et Piété est un édifice religieux musulman situé à Nîmes, en France.